# Cyathea loheri
Cyathea loheri là một loài thực vật có mạch trong họ Cyatheaceae. Loài này được H. Christ mô tả khoa học đầu tiên năm 1906.